# 연수구 (선거구)
연수구는 대한민국의 옛 국회의원 선거구이다. 당시 인천광역시 연수구 지역을 관할했다.

## 역사
1995년 3월, 남구 옥련동·선학동·연수동·청학동·동춘동이 연수구로 분구되었다. 이로 인해 제15대 국회의원 선거를 앞두고 연수구 지역이 단독 선거구를 이루게 되면서 신설되었다.
제20대 국회의원 선거를 앞두고 연수구 선거구가 갑, 을로 분리되면서 폐지되었다.

## 역대 국회의원
| 선거   | 정당 | 정당     | 의원   |
| ------ | ---- | -------- | ------ |
| 1996년 |      | 신한국당 | 서한샘 |
| 2000년 |      | 한나라당 | 황우여 |
| 2004년 |      | 한나라당 | 황우여 |
| 2008년 |      | 한나라당 | 황우여 |
| 2012년 |      | 새누리당 | 황우여 |

## 역대 선거 결과

### 대한민국 제15대 국회의원 선거
|  | 34.78% |

|  | 27.78% |

|  | 15.17% |

|  | 13.53% |

|  | 5.52% |

|  | 3.20% |

### 대한민국 제16대 국회의원 선거
|  | 52.42% |

|  | 33.56% |

|  | 14.01% |

### 대한민국 제17대 국회의원 선거
|  | 47.14% |

|  | 42.02% |

|  | 7.70% |

|  | 1.84% |

|  | 1.27% |

### 대한민국 제18대 국회의원 선거
|  | 59.02% |

|  | 27.55% |

|  | 11.48% |

|  | 1.93% |

### 대한민국 제19대 국회의원 선거
|  | 53.08% |

|  | 41.00% |

|  | 3.76% |

|  | 2.13% |